# Правильний семикутник

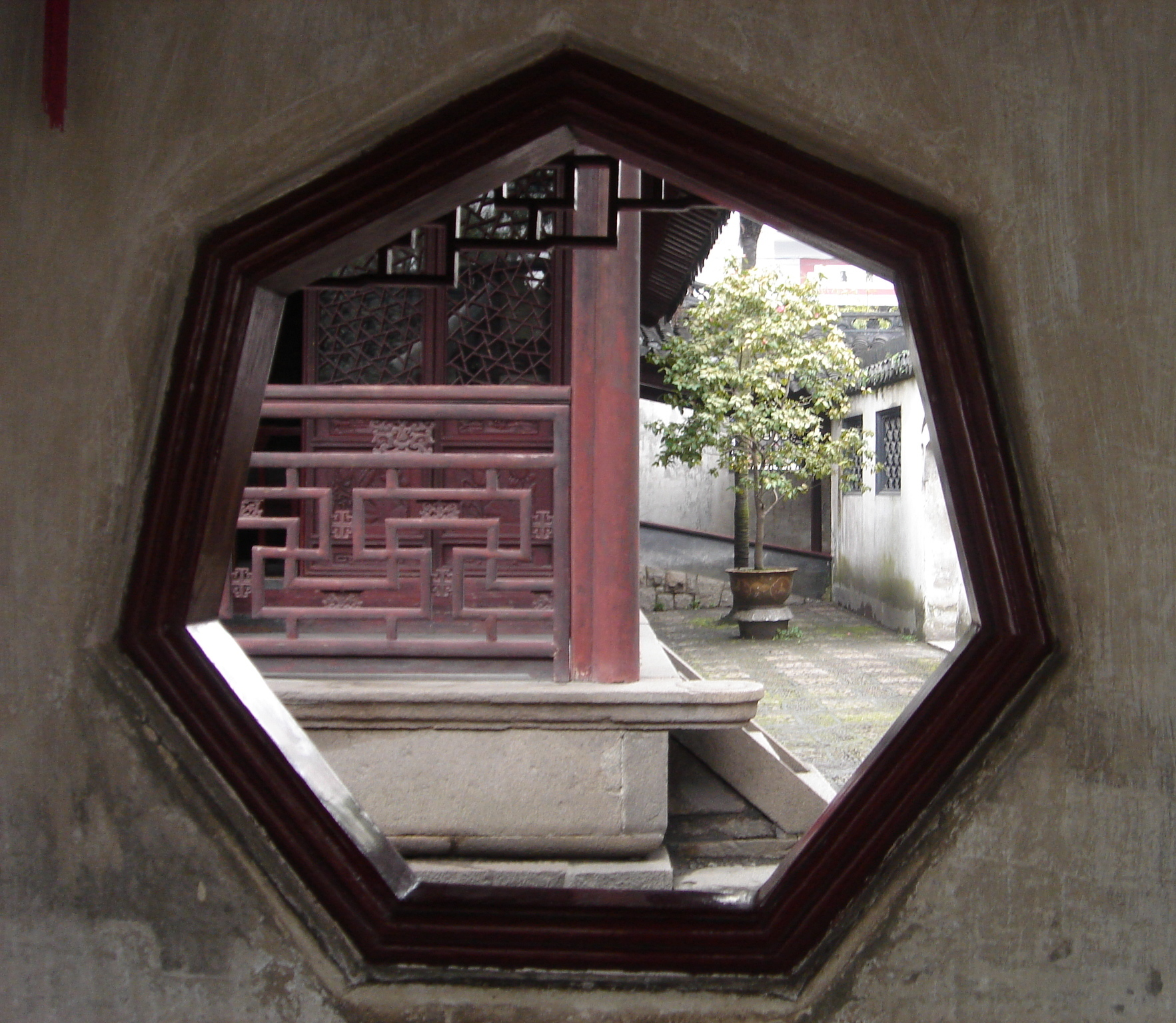
Семикутне вікно в одному з садків Шанхаю

Правильний семикутник — правильний многокутник з сімома сторонами.

## Властивості
Правильний семикутник має сім рівних сторін та сім кутів, кожен з яких дорівнює ≈128.5714°
Нехай {\displaystyle t} — сторона семикутника, {\displaystyle R} — радіус описаного кола, {\displaystyle r} — радіус вписаного кола.
{\displaystyle t=2R\sin {\frac {\pi }{7}}=2r\operatorname {tg} {\frac {\pi }{7}}~;~r=R\cos {\frac {\pi }{7}}},
Периметр правильного семикутника дорівнює
{\displaystyle P=7t=14R\sin {\frac {\pi }{7}}=14r\operatorname {tg} {\frac {\pi }{7}}}.
Площа правильного семикутника вираховується за формулами:
{\displaystyle S={\frac {7}{4}}t^{2}\operatorname {ctg} {\frac {\pi }{7}}},
{\displaystyle S={\frac {7}{2}}R^{2}\sin {\frac {2\pi }{7}}},
{\displaystyle S=7r^{2}\operatorname {tg} {\frac {\pi }{7}}}.

## Побудова
|                                            |  |
| Анімація побудови правильного семикутника. |  |

### Точна
За теоремою Гаусса — Ванцеля, правильний семикутник неможливо побудувати за допомогою циркуля і лінійки, але можна побудувати за допомогою циркуля і розміченої лінійки, тобто лінійки, на якій можна робити відмітки і за допомогою якої можна проводити прямі, що проходять через якусь точку, причому відмічені на лінійці точки належатимуть до даних ліній (прямих або кіл).

### Наближена
Наближена (але з достатньою для практики точністю ≈ 0,2%) побудова семикутника показана на малюнку. З точки {\displaystyle A} на колі радіусом, рівним радіусу кола, проводимо дугу {\displaystyle BOC}. Відрізок{\displaystyle BD={1 \over 2}BC} якраз і дасть потрібне наближення.

## Семипроменеві зірки

Семипроменева зірка 7/2

Семипроменева зірка 7/3

Існує два зірчастих семикутники (гептаграми): 7 / 2 і 7 / 3. Методи їх побудови аналогічні до побудови звичайного семикутники, тільки вершини треба з'єднувати через одну (7 / 2) або через дві (7 / 3).

### Застосування
У Великій Британії використовуються дві монети у формі семикутника: 50 пенсів і 20 пенсів. Власне, форма монет — криволінійний семикутник, який утворює криву постійної ширини, щоб монети плавно проходили в автомати.

Семипроменева зірка 7 / 2 була національним символом Грузії і застосовувалася, як елемент герба Грузії, зокрема і в радянський час. Наразі не застосовується. Семипроменева зірка 7 / 3 є емблемою компанії AP Moller-Maersk Group.